# Shi (langue)
Cet article concerne la langue shi. Pour le peuple shi, voir Shi.
Le shi, ou mashi, est une langue bantoue parlée dans le Sud-Kivu, dans la région autour de Bukavu, en république démocratique du Congo. Elle est parlée traditionnellement dans la région appelée Bushi, à l’ouest et au sud-ouest du lac Kivu, par les Shis, et compte près de deux millions de locuteurs selon les estimations.

## quelques mots du Mashi
MweneKongo: Congolais 
BeneKongo: Congolais(pluriel)
Pluie Nkuba
Vent Mpusi
Personne Muntu (origine du nom de tous les Bantous et de leurs langues)
- tête Irhwe
- têtes Marhwe
- Jambe Kugulu
- Main Kuboko
- Langue Lulimi
- Yeux Masu
- Œil Isu
- Nez Izulu
- Ventre Nda
- Ongle Lunu
- Roi Mwami
- Page Muganda
- Pages Baganda
- Pays Cihugo
- Lac Nyanja
- Montage Ntondo
- Jésus Yezu
- Chaussure Cirato
- Lion Ntale
- Léopard Ngwi
- Vache Nkafu
- Chèvre Mpene
- Poule Ngoko
- Poussin Hyanagoko
- Poussins Rwanagoko
- Bouse de vache Amashi
- Citoyen Cikala [3]

## Les pronoms personnels sujets
- Je = nyé, tu = wé, il/elle = yé, nous = rwé, vous = mwé, ils/elles = bo. Le shi ne distingue pas les genres masculin et féminin dans les pronoms ou les classes nominales. Mais toutefois certains noms peuvent prendre "kazi" à la fin pour entrer au féminin, comme Mushi au masculin et Mushikazi au féminin. Le kazi vient de Mukazi qui veux dire Femme.